# Джозефо, Анатоль Марко
Анато́ль Ма́рко Джо́зефо (англ. Anatol Marco Josepho, при рождении Анато́лий Ма́ркович Йозефо́вич; 31 марта 1894, Томск — 16 декабря 1980, Ла-Холья, Калифорния) — американский изобретатель и предприниматель российского происхождения, известный тем, что изобрел и запатентовал первую автоматизированную фотостудию в 1925 году, которая получила название «Photomaton». В 1927 году ему заплатили миллион долларов за изобретение.

## Биография
Родился в 1894 году в семье ювелира в Томске в еврейской семье. По словам его внука Джона Джозефо: «во всех статьях о нем ошибочно указан Омск — видимо, потому, что для американцев что Томск, что Омск — все равно непонятно где». Его отец был богатым ювелиром, а мать умерла, когда ему было три года. С детства проявлял склонность к точным наукам, а также способности к изучение иностранных языков. Интересовался культурным феноменом Дикого Запада экспансии в Соединенных Штатах в конце 1800-х годы он начал фотографировать с помощью фотоаппарата Brownie производства компании Eastman Kodak в детстве, а в 1909 году в возрасте 15 лет поступил в местный технический институт, чтобы продолжить свой растущий интерес к фотографии. Накануне Первой мировой войны отец послал его учиться в Германию. Там он в совершенстве изучил фотодело. Именно там он задумал создать фотомашину, которая бы работала без оператора внутри и смогла бы изготавливать фотоснимки автоматически, но с момента замысла до воплощения прошло более 12 лет.
С началом Первой мировой будущий изобретатель переезжает в Шанхай. Там он пережил революцию 1917 года и какое-то время работал фотографом в собственном фотоателье. В начале 1920-х ненадолго вернулся в родной Томск, откуда вскоре уехал навсегда в США. В начале 1920-х годов он работал в Нью-Йорке над созданием Фотоматона. В июле 1926 года он познакомился и женился на Ганне Белль Кельман (10 января 1904 — 19 октября 1978). Они дружили со своим соседом, исполнителем Уиллом Роджерсом и его женой Бетти Блейк. У них было двое детей, оба мальчики. Он умер 16 декабря 1980 года в возрасте 86 лет в доме отдыха в Ла-Хойе от серии инсультов.

## Photomaton
Изобретённая им фотобудка, известная как «Фотоматон», дебютировала в сентябре 1925 года на Бродвей-стрит 1659 в Манхэттене, расположенном в самом центре Нью-Йорка. Люди заходили в небольшую кабинку, нажимали на кнопку, смотрели на себя в зеркало, установленное рядом с объективом камеры; в это время включался мощный свет (лампы накаливания позже заменили вспышкой) и через несколько минут из специального окошка клиент получал шесть своих изображений. Каждый снимок был уникален и не имел негатива. «Фотоматон» брал двадцать пять центов за полоску из восьми фотографий, проявленных за восемь минут. Служащие в белых перчатках оставались у машины в течение нескольких часов работы, чтобы контролировать толпу, а также обеспечивать техническое обслуживание машины. Около 280 000 клиентов, например, ждали восьмиминутного процесса, как сообщал журнал Time в апреле 1927 года. Компания Photomaton была создана для размещения таких же фотобудок по всей стране. Будущий президент Франклин Рузвельт был членом совета директоров. В 1928 году Джозефо продал права на машину Генри Моргентау-старшему за 1 000 000 долларов, что эквивалентно 14 889 535 долларам в 2019 году. В интервью The New York Times Моргентау заявил, что машина позволит им «делать в области фотографии то, что Вулвортс сделал в новинках и товарах, Форд — в автомобилях». В следующем году машина была представлена на европейском рынке с такими известными фигурами, как Андре Бретон и Сальвадор Дали, чьи портреты были там же сделаны.